# Castbergiaanse kinderwetten van 1915

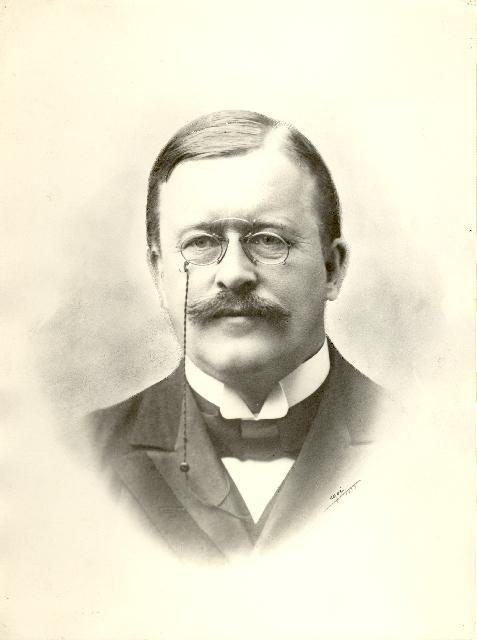
Johan Castberg in 1900

De Castbergiaanse kinderwetten van 1915 zijn Noorse wetten met betrekking tot het welzijn van kinderen, genoemd naar de Noorse politicus Johan Castberg, die de drijvende kracht was achter deze hervorming. Noorwegen was een van de eerste landen in de wereld met wetten betreffende de status van buitenechtelijke kinderen en vormde zo een voorbeeld voor de andere Europese landen. In 2017 werden deze wetten toegevoegd aan de Werelderfgoedlijst voor documenten van de Unesco.

## Achtergrond
Aan het eind van de 19e en het begin van de 20e eeuw maakten sociale zaken hun opmars binnen de Noorse politiek. De Storting, het Noorse parlement, creëerde in 1894 een commissie Sociale Zaken en richtte in 1913 het nieuwe Ministerie voor Sociale Zaken op. Johan Castberg was de eerste Minister van Sociale Zaken.
De Castbergiaanse kinderwetten gaven aan buitenechtelijke kinderen dezelfde rechten als aan wettige kinderen. Volgens de nieuwe wetten waren beide ouders verplicht om voor het buitenechtelijke kind te zorgen. Als de vader niet kon of wou betalen, ontving de moeder financiële steun. Het gaf buitenechtelijke kinderen ook het recht op de naam van de vader. Daarnaast gaven ze buitenechtelijke kinderen ook even grote aanspraak op de nalatenschap van beide ouders, los van hun huwelijkse staat.
De wetten werden goedgekeurd op 10 april 1915, ondanks de kritiek dat zij de traditionele familiewaarden ondermijnden en promiscuïteit bevorderden. De wetten waren vrij progressief voor hun tijd en werden als cruciaal gezien om de kindersterfte te verlagen en om verborgen zwangerschappen, die meer voorkwamen buiten het huwelijk, te voorkomen. Voor Castberg was het doel om de leefomstandigheden en de opvoeding van kinderen te verbeteren. Hij baseerde zich op statistieken die aantoonden dat de kindersterfte hoger lager bij zogenaamde buitenechtelijke kinderen.
De wetten vormen een belangrijke mijlpaal in de ontwikkeling van de Noorse verzorgingsstaat. Door de aanname van de wetten werd Noorwegen een van de pioniers van kinderrechten in Europa.

## Inhoud van het erfgoed
Het documentair erfgoed wordt bewaard in het archief van de Storting en bestaat uit de wetsvoorstellen en petities gericht aan het parlement.
De petities tonen aan dat de wetten die Castberg voorstelde controversieel waren, zelfs voor vrouwen. Tegenstanders zagen de wetten als een bedreiging van de traditionele waarden en beweerden dat het huwelijk als instituut onder druk zou komen te staan wanneer men gelijke rechten zou geven aan buitenechtelijke kinderen. Castberg en anderen repliceerden met argumenten over sociale rechtvaardigheid en verbeterde levensomstandigheden voor ongehuwde vrouwen en hun kinderen.